# Vazodilatace
Vazodilatace znamená rozšíření cév. Dochází k ní v důsledku uvolnění (relaxace) buněk hladkého svalstva v cévních stěnách, konkrétně ve velkých žílách, velkých tepnách a tepénkách (arteriolách). Jedná se o proces opačný k vazokonstrikci, při které se cévy naopak stahují.
Když se céva roztahuje (dilatuje), krevní tok se zvyšuje v důsledku snižování cévní rezistence a zároveň klesá krevní tlak (což může vyústit až v hypotenzi).
Chemické látky vyvolávající vazodilataci se nazývají vazodilatancia nebo vazodilatátory. Mezi léky schopné vyvolat vazodilataci patří například blokátory vápníkového kanálu, dusitan amylnatý a další. Podskupina vazodilatátorů jsou nitrovasodilatátory (např. nitroglycerin, pentrit).